# بيت الحريبي (إب)

تعديل مصدري - تعديل

بيت الحريبي محلة تابعة لقرية اللفج، التابعة لعزلة حرد بمديرية إب إحدى مديريات محافظة إب في الجمهورية اليمنية، بلغ تعداد سكانها 78 حسب تعداد اليمن لعام 2004.